# Ultimele zile ale verii
Ultimele zile ale verii este un film românesc din 1976 regizat de Savel Știopul. Rolurile principale au fost interpretate de actorii Cornel Coman, Ovidiu Iuliu Moldovan și Adriana Ionescu.

## Distribuție
Distribuția filmului este alcătuită din:
- Cornel Coman — ing. Dinu Bunea, șeful șantierului
- Ovidiu Iuliu Moldovan — ing. Eugen, directorul unui institut de proiectări din București, vechi prieten al lui Bunea
- Adriana Ionescu — laboranta Luciana
- Constantin Drăgănescu — ing. Avram, prietenul lui Bunea
- Maria Rotaru — profesoara Elvira, iubita din tinerețe a ing. Bunea
- Matei Alexandru — ing. Popovici de la centrala trustului de construcții
- Ana Ciobanu — secretara Felicia
- George Mihăiță — șoferul Șerban
- Constantin Vaeni — muncitorul Grigore
- Fabian Gavriluțiu — ing. Vlad
- George Calboreanu jr. — ing. Arsene, nepotul ing. Popovici
- Constantin Bîrliba — maistrul Florea
- Tamara Buciuceanu — camerista de la hotel
- Gheorghe Cozorici — ing. Chirigiu, directorul general al trustului de construcții
- Vasile Florescu
- Valeriu Arnăutu — recepționer la hotel
- Ion Grapini
- Vera Varzopov
- Nina Bălan
- Carol Kron
- Tudor Stavru
- Alida Colceag
- Carol Marcovici
- Ștefan Lazarovici
- Traian Păruș
- Stamate Popescu
- Mariana Băcioiu
- George Radu Zaharia
- Vasile Huzum
- Ion Albu
- Alexandru Manea
- Alexandru Arșinel — cântărețul de muzică populară de la restaurant
- Pierre Gherase
- Traian Petruț
- Traian Zecheru
- Aurel Bulzan
- Ion Colomieț
- Tatiana Pârvu
- Mihai Dinvale
- Gheorghe Niculescu
- Savel Știopul — călătorul bărbos din tren

## Primire
Filmul a fost vizionat de 1.462.938 de spectatori în cinematografele din România, după cum atestă o situație a numărului de spectatori înregistrat de filmele românești de la data premierei și până la data de 31 decembrie 2014 alcătuită de Centrul Național al Cinematografiei.